# Anna-Teresa Tymieniecká
Anna-Teresa Tymieniecká (23. únor 1923, Marianowo, Mazovské vojvodství – 7. června 2014, Pomfret, Vermont) byla americká filozofka polského původu, specializující se na oblast fenomenologie. Několik desetiletí se přátelila s Karolem Wojtylou, bývalým papežem Janem Pavlem II..

## Život
Anna-Teresa Tymieniecká se narodila ve vsi Marianowo (nedaleko Mławy) v aristokratické rodině polsko-francouzského původu. Již v mládí se začala zabývati filozofickými pracemi Kazimierze Twardowského. Kromě toho se ponořila také do četby Platona, či Henriho Bergsona, k nimž ji přivedla její matka.
Na skončení druhé světové války zahájila studium filozofie na Jagellonské univerzitě v polském Krakově. Jejími učiteli tehdy byli např. Roman Ingarden, žák Kazimierze Twardowského a Edmunda Husserla. Současně s tím studovala ještě také na Akademii výtvarných umění v Krakově.